# Chandragupta II

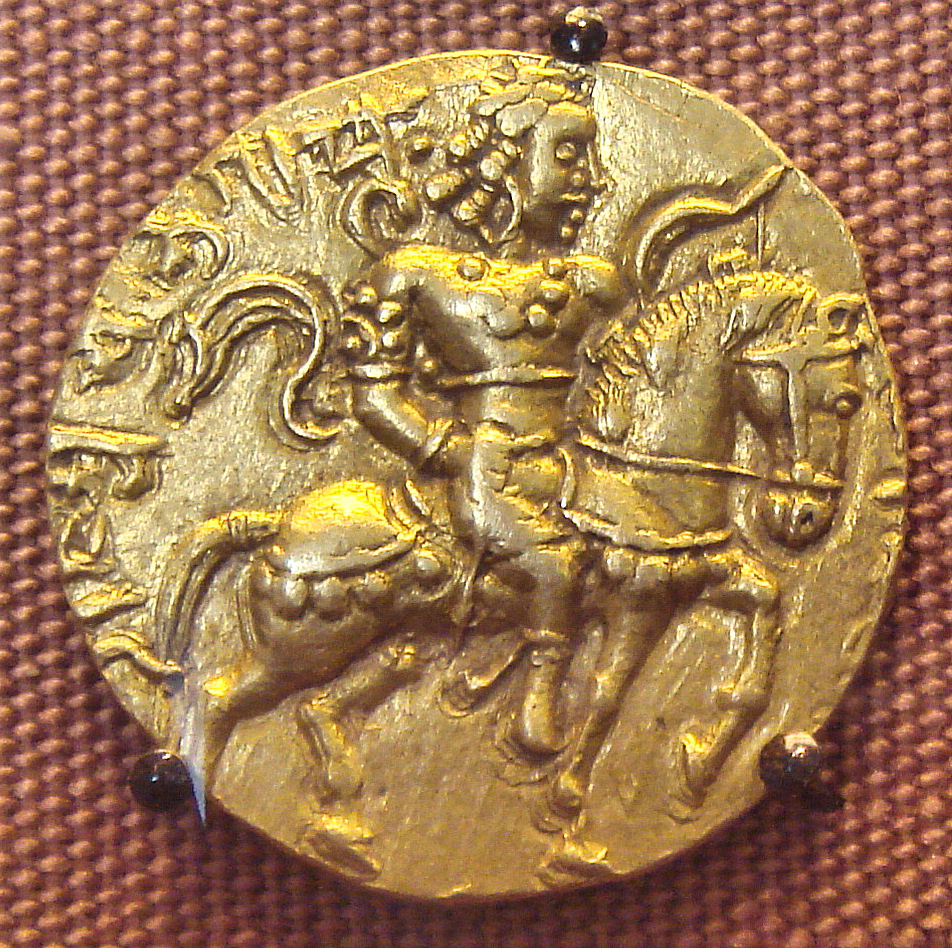
Mynt med bild av Chandragupta II.

Chandragupta II eller Vikramaditya, son till Samudragupta, död omkring 415 och efterträdd av Kumaragupta, kung i indiska Guptariket från omkr. 375, med huvudstaden alternerande mellan Ayodhya och Pataliputra. 
Chandragupta var en framstående regent som expanderade sitt rikes territorium, samt uppmuntrade vetenskap och konst. Under hans regeringstid nådde Guptariket sin maktpolitiska och kulturella höjdpunkt. Det sträckte sig längs Ganges hela lopp till Indus till Narmada.